# Alojzy Stolpe (starszy)
Alojzy Stolpe starszy (ur. po 1784, zm. 1824) – polski kompozytor, pianista, pedagog i dyrygent.
W latach 1809–1812 uczył muzyki w konwencie pijarów w Warszawie oraz udzielał prywatnych lekcji gry na fortepianie. Od 1819 uczył gry na fortepianie najzdolniejszych uczniów Konserwatorium Warszawskiego. Uczył także gry na klawikordzie w Konserwatorium i Szkole Dramatycznej (1819-1821, od 1822 w powstałym na jej miejsce Instytucie Muzyki i Deklamacji). Wśród jego uczniów byli Tomasz Nidecki i Feliks Ostrowski. Ofiarował kościołowi św. Anny w Warszawie, w którym koncertował, obraz świętej Cecylii. Brał także udział w innych koncertach publicznych w Warszawie. Od 1821 należał do loży masońskiej Rycerze Gwiazdy. Skomponował 42 polonezy na fortepian, 2 polonezy na flecik lub flet z towarzyszeniem fortepianu i 2 cykle wariacji (Dix variations pour le pianoforte, 1807 i Wariacje C-dur na skrzypce i fortepian, 1823).
Jego brat Antoni (zm. 1821) był kompozytorem, pianistą, dyrygentem i pedagogiem, syn Alojzy (1818-1876) – aktorem i śpiewakiem, drugi syn Edward (1812-1874) – nauczycielem muzyki, wnuk Antoni (1851-1872) – kompozytorem i pianistą.